# Sáo vòng cổ trắng
Sáo vòng cổ trắng, tên khoa học Grafisia torquata, là một loài chim trong họ Sturnidae.